# Bete Balanço
Pour plus de détails, voir Fiche technique et Distribution.
Bete Balanço est un film musical brésilien, sorti en 1984, réalisé et écrit par Lael Rodrigues. Le film met en scène Débora Bloch dans le rôle de Bete, une jeune fille qui quitte Minas Gerais pour Rio de Janeiro à la recherche du succès en tant que chanteuse. Il met en vedette Diogo Vilela et Lauro Corona, et comporte des apparitions spéciales de Maria Zilda Bethlem et Hugo Carvana.
Bete Balanço est le premier film de la trilogie musicale du cinéaste Lael Rodrigues. Le film sort en août 1984 à Rio de Janeiro. Il devient rapidement un succès au box-office, attirant un public plus jeune au cinéma, ce qui en a fait le film national le plus regardé dans les cinémas en 1984, battant les box-offices internationaux. L'interprétation de Débora Bloch est saluée par la critique et lui vaut le prix Air France de la meilleure actrice principale et le prix APCA de la meilleure actrice de cinéma.

## Synopsis
Originaire de Governador Valadares, Bete s'installe à Rio. Aidée par son petit ami Rodrigo (Lauro Corona) et plusieurs amis, dont Paulinho (Diogo Vilela), elle commence à expérimenter les difficultés de l'industrie musicale, qui la déçoit. Entre sexe, drogue et rock 'n' roll, le film dresse un panorama du rock brésilien des années 1980. 

## Sortie
Bete Balanço fait l'objet d'une sortie commerciale au Brésil en 1984. La première est reportée en raison de la censure et la date de sortie est modifiée à plusieurs reprises. À l'origine, le film devait sortir en juillet, afin de pouvoir être diffusé pendant les vacances scolaires des jeunes, principal public visé par le long métrage, mais le distributeur du film ne réussit à sortir Bete Balanço dans les salles de Rio de Janeiro qu'en août 1984, où il est resté à l'affiche pendant cinq semaines. Par la suite, le film est sorti dans le circuit national des salles de cinéma.
Pour promouvoir le film, un concert est organisé au Morro da Urca, à Rio de Janeiro, avec Débora Bloch, Lauro Corona et Diogo Vilela. Parmi les attractions de l'événement figuraient le Brylho Band, Lobão and the Ronaldos, Celso Blues Boy et, la grande vedette de la soirée, Barão Vermelho, toujours dirigé par le regretté chanteur Cazuza.

## Accueil
L'interprétation de Débora Bloch dans le rôle de l'aventureuse Bete est acclamée par la critique et a propulsé l'actrice au rang de vedette nationale.

### Box-office
La sortie de Bete Balanço a un grand retentissement, attirant un public jeune dans les salles de cinéma et faisant du film le plus grand succès du cinéma brésilien en 1984. Le week-end de sa sortie à Rio de Janeiro, l'Avenida Nossa Senhora de Copacabana était pleine à craquer de jeunes gens faisant la queue pour voir le film au cinéma. Le film bat même des succès internationaux au box-office, comme Beat Street - Na Onda do Break, réalisé par Stan Lathan, ce qui était inhabituel pour des productions nationales. Le film sort également au cinéma à Rio de Janeiro.

### Distinctions
L'interprétation de Débora Bloch dans le rôle de la protagoniste Bete lui vaut les éloges de la critique. Pour cette œuvre, elle remporte les plus grands prix d'interprétation du cinéma brésilien. En 1984, elle est élue meilleure actrice par le Prix du film Air France, organisé par la compagnie aérienne française Air France, dont le jury était composé de critiques de cinéma et d'universitaires. Elle est également élue meilleure actrice par l'Associação Paulista de Críticos de Arte (français : Association des critiques d'art) de São Paulo et reçoit le prix APCA. 
| Année | Association                                    | Catégorie             | Nommé        | Résultat |
| ----- | ---------------------------------------------- | --------------------- | ------------ | -------- |
| 1984  | Prix Air France                                | Meilleur premier rôle | Débora Bloch | Lauréat  |
| 1985  | Prêmio Associação Paulista de Críticos de Arte | Meilleure actrice     | Débora Bloch |          |